# Cyrtopogon aurifex
Cyrtopogon aurifex là một loài ruồi trong họ Asilidae. Cyrtopogon aurifex được Osten-Sacken miêu tả năm 1877. Loài này phân bố ở vùng Tân Bắc giới.